# Black Christmas (1974)
Black Christmas is een horrorfilm uit 1974 onder regie van Bob Clark. Hiervan verscheen in 2006 een gelijknamige remake.

## Verhaal
De film speelt zich af in een studentenhuis voor meiden. Deze groep studenten hebben last van een angstaanjagende hijger. Wanneer deze begint met het moorden van studenten, wordt al snel de politie ingeschakeld. De dader blijft spoorloos, maar stopt niet met moorden...

## Trivia
- Keir Dullea's participatie duurde niet langer dan een week. Hij ontmoette de meeste acteurs in de film nooit.
- De rol van Mevrouw Mac werd aangeboden aan Bette Davis.
- De rol van Peter Smythe werd aangeboden aan Malcolm McDowell.
- Het was de bedoeling dat acteur Edmond O'Brien de rol van Kenneth Fuller zou spelen. Vanwege zijn gezondheid werd hij op het laatste moment vervangen.
- Gilda Radner zou de rol van Phyllis Carlson spelen. Ze moest de rol uiteindelijk afzeggen door andere projecten.
- Meerdere personen waren verantwoordelijk voor de stem van de hijger. Onder andere Bob Clark, Nick Mancuso en zelfs vrouwen "spraken" deze in.

## Rolverdeling
| Acteur                  | Personage                            |
| ----------------------- | ------------------------------------ |
| Olivia Hussey           | Jessica (Jess) Bradford              |
| Keir Dullea             | Peter Smythe                         |
| Margot Kidder           | Barbie (Barb) Coard                  |
| John Saxon              | Inspecteur Kenneth Fuller            |
| Marian Waldman          | Mevrouw Mac                          |
| Andrea Martin           | Phyllis (Phyl) Carlson               |
| Lynne Griffin           | Clare Harrison                       |
| Les Carlson             | Graham                               |
| James Edmond            | Mr. Harrison                         |
| Doug McGrath            | Brigadier Nash (als Douglas McGrath) |
| Art Hindle              | Chris Hayden                         |
| Michael Rapport         | Patrick                              |
| Leslie Carlson          | Bill                                 |
| Martha Gibson           | Mw. Quaife                           |
| David Clement           | Cogan                                |
| Julian Reed             | Officier Jennings                    |
| Nick Mancuso, Bob Clark | Billy / Hijger (stem, onvermeld)     |